# Từ chối kiểu Sherman
Lời "từ chối kiểu Sherman" là thuật ngữ chính trị Mỹ chỉ đến lời nói thẳng của một ứng cử viên tiềm tàng rõ ràng từ chối ra ứng cử cho một chức vụ nào đó.
Thuật ngữ này bắt nguồn từ lời hứa Sherman. Tướng William Tecumseh Sherman, một nhân vật nổi tiếng trong Nội chiến Hoa Kỳ, muốn trả lời các đề nghị cho ông làm ứng cử viên Cộng hòa trong bầu cử tổng thống năm 1884. Ông từ chối, "Tôi sẽ không đảm nhận nếu được bổ nhiệm và sẽ không phục vụ nếu được bầu." 13 năm trước, ông cũng nói, "Tôi tuyên bố, bằng cách này, và có ý định về tất cả lời nói của mình, rằng tôi không bao giờ và sẽ không bao giờ là ứng cử viên Tổng thống; rằng nếu được đảng nào bổ nhiệm tôi, tôi sẽ từ chối một cách quả quyết; và ngay cả nếu được nhất trí bầu, tôi sẽ không chịu phục vụ." Các lời nói này thường được viết tắt, "Nếu được chỉ định, tôi sẽ không ứng cử; nếu được bổ nhiệm, tôi sẽ không đảm nhận; nếu được bầu, tôi sẽ không phục vụ."

## Những lời từ chối khác
Tổng thống Lyndon B. Johnson đã đưa ra lời cam kết trong bài diễn văn quốc gia ngày 31 tháng 3 năm 1968, chủ yếu tập trung vào Chiến tranh Việt Nam. Ông đã tuyên bố rằng - bởi vì lợi ích đảng phái sẽ ảnh hưởng đến nhiệm vụ của ông - ông sẽ không tìm kiếm một nhiệm kỳ thứ hai, và nói rằng "Tôi sẽ không tìm kiếm, và sẽ không chấp nhận, đề cử từ đảng của tôi để tiếp tục một nhiệm kỳ nữa làm tổng thống của các bạn."